# Omar Borkan Al Gala
Omar Borkan (Bagdad, 23 de septiembre de 1989) es un modelo, actor, fotógrafo y poeta iraquí.

## Biografía
Fue conocido mundialmente a través de las redes sociales en 2013 por presuntamente haber sido uno de los tres hombres expulsados de Arabia Saudita por ser supuestamente demasiado «guapo» para las mujeres presentes en un festival.
Tras el revuelo de convertirse en una de las historias más viralizadas por internet junto a la difusión de sus fotografías, fue invitado a dar entrevistas en diversos programas de televisión y apareció en diversas portadas de revistas, siendo presentado por la prensa internacional como «el árabe más guapo del mundo» o «el hombre más guapo del mundo», realizando una gira por América Latina que lo llevó a México, Chile y Ecuador.

## Vida personal
Estudió en la escuela pública Abu Obaida Ahjarah en Dubái. Durante su época de estudiante en la Faculty Executive Hotels International Institute of Hotel Management Emirate, también tuvo una pasión por el arte, la moda y sobre todo amor a la fotografía.
Se casó en 2015 con Yasmin Oweidah, con quien tiene un hijo. En 2018 se anunció su divorcio.